# Heli da Britânia
Heli foi um rei lendário dos britônicos, segundo a fantasiosa Historia Regum Britanniae de Godofredo de Monmouth. Ele era filho do rei Digueilo e foi sucedido pelo filho, Lud. Teria governado por quarenta anos (113 a.C.—73 a.C.) e tido três filhos: Lud, Cassivelauno e Nênio. Heli é um cognato de Beli Mawr, personagem lendária galesa.